# Liste d'élections en 1868
Chronologie des élections
- 1864
- 1865
- 1866
- 1867
- 1868
- 1869
- 1870
- 1871
- 1872

Cet article recense les élections organisées durant l'année 1868.

## Événements géopolitiques marquants en 1868
| Date       | État   | Événement |
| ---------- | ------ | --- |
| 16 juillet | Brésil | Chute du gouvernement libéral de Zacarias de Góis e Vasconcelos. La dissolution de l'assemblée par l'empereur et la victoire des conservateurs aux élections apparaissent aux libéraux comme un véritable coup d’État. |

## Élections nationales en 1868
| Date                        | État                      | Élection ou référendum                    | Contexte | Résultat |
| --------------------------- | ------------------------- | ----------------------------------------- | --- | --- |
| 1868                        | Pérou                     | Présidentielle (es)                       | | Cette section est vide, insuffisamment détaillée ou incomplète. Votre aide est la bienvenue ! Comment faire ?                              |
| Janvier                     | Équateur                  | Présidentielle (es)                       | | Cette section est vide, insuffisamment détaillée ou incomplète. Votre aide est la bienvenue ! Comment faire ?                              |
| 22 janvier                  | Pays-Bas                  | 2de Chambre (nl)                          | | Cette section est vide, insuffisamment détaillée ou incomplète. Votre aide est la bienvenue ! Comment faire ?                              |
| Février - 5 juillet         | Norvège                   | Législatives (en)                         | | Cette section est vide, insuffisamment détaillée ou incomplète. Votre aide est la bienvenue ! Comment faire ?                              |
| Février - mars              | C. de l'Allemagne du Nord | Douanières (en)                           | Élections au parlement du Zollverein (Union douanière allemande) | Cette section est vide, insuffisamment détaillée ou incomplète. Votre aide est la bienvenue ! Comment faire ?                              |
| 1er mars                    | Uruguay                   | Présidentielle (es)                       | | Cette section est vide, insuffisamment détaillée ou incomplète. Votre aide est la bienvenue ! Comment faire ?                              |
| 21 mars                     | Grèce                     | Législatives                              | | Cette section est vide, insuffisamment détaillée ou incomplète. Votre aide est la bienvenue ! Comment faire ?                              |
| 22 mars - 12 avril          | Portugal                  | Législatives (en)                         | | Cette section est vide, insuffisamment détaillée ou incomplète. Votre aide est la bienvenue ! Comment faire ?                              |
| 1er avril                   | Colombie                  | Présidentielle                            | | Cette section est vide, insuffisamment détaillée ou incomplète. Votre aide est la bienvenue ! Comment faire ?                              |
| 12 avril                    | Argentine                 | Présidentielle (en)                       | | Cette section est vide, insuffisamment détaillée ou incomplète. Votre aide est la bienvenue ! Comment faire ?                              |
| 9 juin                      | Belgique                  | Législatives (nl)                         | | Cette section est vide, insuffisamment détaillée ou incomplète. Votre aide est la bienvenue ! Comment faire ?                              |
| Juillet                     | Roumanie                  | Sénatoriales (en)                         | | Cette section est vide, insuffisamment détaillée ou incomplète. Votre aide est la bienvenue ! Comment faire ?                              |
| 12 juillet                  | Serbie                    | Législatives (sr)                         | | Cette section est vide, insuffisamment détaillée ou incomplète. Votre aide est la bienvenue ! Comment faire ?                              |
| 14 juillet                  | Pays-Bas                  | 1re Chambre (nl)                          | | Cette section est vide, insuffisamment détaillée ou incomplète. Votre aide est la bienvenue ! Comment faire ?                              |
| 3 novembre                  | États-Unis                | Présidentielle                            | Première élection présidentielle de l'après-guerre. Période marquée par l'assassinat du président Lincoln le 15 avril 1865[réf. nécessaire], et l'hostilité entre le Congrès à majorité républicaine, et le successeur de Lincoln, le démocrate Andrew Johnson, élu à l'époque comme candidat de l'Union à la vice-présidence[réf. nécessaire]. Johnson avait échappé à une voix près à la procédure d'impeachment qui l'aurait contraint à la démission en mars 1868[réf. nécessaire]. | Élection du général Ulysses S. Grant, héros de la guerre de Sécession, candidat du Parti républicain, contre le démocrate Horatio Seymour. |
| 12 novembre                 | Orange                    | Présidentielle (nl)                       | | Cette section est vide, insuffisamment détaillée ou incomplète. Votre aide est la bienvenue ! Comment faire ?                              |
| 17 novembre - 7 décembre    | Royaume-Uni               | Générales                                 | | Cette section est vide, insuffisamment détaillée ou incomplète. Votre aide est la bienvenue ! Comment faire ?                              |
| 17 décembre                 | Luxembourg                | Législatives                              | | Cette section est vide, insuffisamment détaillée ou incomplète. Votre aide est la bienvenue ! Comment faire ?                              |
| 1er juin 1868 - 2 août 1869 | États-Unis                | Législatives (chambre (en) et sénat (en)) | | Voir l'article Liste d'élections en 1869.                                                                                                  |

## Élections en subdivisions nationales en 1868
Cette section concerne les élections législatives dans un État fédéré, une subdivision territoriale ou une colonie d'un État souverain, ainsi que leurs principaux référendums.
| Date                      | Subdivision           | État                        | Élection ou référendum | Contexte | Résultat |
| ------------------------- | --------------------- | --------------------------- | ---------------------- | --- | --- |
| 1868                      | Suède                 | Suède-Norvège               | 1re Chambre (sv)       | | Cette section est vide, insuffisamment détaillée ou incomplète. Votre aide est la bienvenue ! Comment faire ? |
| 9 janvier                 | Indes occ. danoises   | Emp. col. danois            | Référendum (en)        | | Cette section est vide, insuffisamment détaillée ou incomplète. Votre aide est la bienvenue ! Comment faire ? |
| Mars - avril              | Suriname              | Empire colonial néerlandais | Coloniales (en)        | | Cette section est vide, insuffisamment détaillée ou incomplète. Votre aide est la bienvenue ! Comment faire ? |
| 6 avril - 7 mai           | Australie-Méridionale | Empire britannique          | Coloniales (en)        | | Cette section est vide, insuffisamment détaillée ou incomplète. Votre aide est la bienvenue ! Comment faire ? |
| 15 avril - 6 mai          | Nouvelle-Zélande      | Empire britannique          | Législatives           | Élections législatives spéciales, destinées à pourvoir quatre sièges supplémentaires au Parlement, sièges spécifiquement réservés à des représentants maoris. | Cette section est vide, insuffisamment détaillée ou incomplète. Votre aide est la bienvenue ! Comment faire ? |
| 14 septembre - 10 octobre | Queensland            | Empire britannique          | Coloniales (en)        | | Cette section est vide, insuffisamment détaillée ou incomplète. Votre aide est la bienvenue ! Comment faire ? |